# Simonetta Sommaruga
Simonetta Sommarug, mai numitǎ și Simonetta Sommaruga, (n. 14 mai 1960, Zug, Cantonul Zug, Elveția)  este actualul președinte al Elveției și fostul vicepreședinte al Elveției.